# A magyar férfi asztalitenisz-csapatbajnokságok végeredményei
A magyar férfi asztalitenisz-csapatbajnokság 1925-től kerül megrendezésre. A bajnokságot a Magyar Asztalitenisz Szövetség írja ki és rendezi meg. A bajnokságokat körmérkőzéses rendszerben bonyolították le, a kilencvenes évektől többször rájátszást is rendeztek.
A legtöbb bajnoki címet a BVSC (Vasútépítő Törekvés) nyerte, 26-szor győztek.

## A bajnokságok végeredményei
1924–25
1. Mátyásföldi LTC, 2. MTK, 3. Hitelbank SE, 4. Nemzeti SC, 5. KISOSZ, 6. BBTE, 7. Angol–Magyar Bank, 8. BEAC
1925–26
1. MTK, 2. KISOSZ, 3. Nemzeti SC, 4. BBTE
1926–27
1. MTK
1927–28
1. Nemzeti SC, 2. MTK, 3. Újpesti TE, 4. BSE
1928–29
1. MTK, 2. BSE, 3. Nemzeti SC
1929–30
1. MTK, 2. BSE, 3. Nemzeti SC
1930–31
1. BSE, 2. MTK, 3. Nemzeti SC
1931–32
1. MTK, 2. BSE, 3. Duna SC, 4. Nemzeti SC
1932–33
1. Duna SC, 2. MTK, 3. BSE
1933–34
1. Duna SC, 2. MTK, 3. BSE
1934–35
1. Duna SC, 2. Újpesti TE, 3. MTK, 4. Vívó és Atlétikai Club, 5. Ferencvárosi TC, 6. Pénzintézeti SL
1935–36
1. Duna SC, 2. MTK, 3. Ferencvárosi TC, 4. Pestújhelyi SC, 5. Vívó és Atlétikai Club, 6. Magyar Pamut SC
1936–37
1. MTK 20, 2. Duna SC 20, 3. Vívó és Atlétikai Club 16, 4. Ferencvárosi TC 12, 5. Magyar Pamut SC 12, 6. Pestújhelyi SC 2, 7. Budai SC 2 pont
Döntő: MTK–Duna SC 19:16
1937–38
1. Duna SC 22, 2. MTK 16, 3. Vívó és Atlétikai Club 14, 4. Újpesti TE 7, 5. Ferencvárosi TC 7, 6. Pestújhelyi SC 2, 7. Szent József Kör 0 pont
1938–39
1. Vívó és Atlétikai Club 17, 2. MTK és Újpesti TE és Duna SC 13, 5. MOVE Széchenyi TE 6, 6. Pestújhelyi SC 3, 7. Ceglédi MOVE 2 pont
1939–40
1. Újpesti TE, 2. Vívó és Atlétikai Club, 3. MTK, 4. Duna SC, 5. Piarista DSE, 6. Budafoki KIE, 7. Pestújhelyi SC, 8. MOVE Széchenyi TE
1940–41
1. Duna SC 32, 2. Vívó és Atlétikai Club és Újpesti TE és Piarista DSE 19, 5. MTK 18, 6. Vízművek SE 17, 7. Budafoki KIE 14, 8. MOVE Széchenyi TE és Pestújhelyi SC 3 pont
1941–42
Az országos döntőben a budapesti és a vidéki bajnokság első két helyezettje vett részt.
Országos döntő: 1. Szabadkai ATC, 2. Duna SC, 3. Debreceni EAC, 4. Piarista DSE (Az 1943. évi Sportévkönyv és útmutató szerint a Diósgyőri MÁVAG a 3. helyezett)
Budapest: 1. Duna SC 34, 2. Piarista DSE 31, 3. Weiss Manfréd TK 27, 4. Vízművek SE 23, 5. Pestújhelyi SC 21, 6. Budafoki KIE 18, 7. Újpesti TE 13, 8. Külső-Lipótvárosi KK 11, 9. MOVE Széchenyi TE 4, 10. Kereskedő Ifjak TSE 0 pont
1942–43
A csapatok négy csoportban játszottak, az országos döntőben (Jacobi vándordíj) a csoportok első két helyezettje vett részt.
Országos döntő: 1. Weiss Manfréd TK, 2. Szabadkai ATC, 3. Postás SE, 4. Diósgyőri MÁVAG, 5. Zuglói Danuvia SE, 6. Újvidéki KOK, 7. Debreceni EAC, 8. Duna SC
Wesselényi csoport: Duna SC, Postás SE, Piarista DSE, Rákospalotai MOVE, Budafoki KIE, Pestújhelyi SC
Széchenyi csoport: Weiss Manfréd TK, Zuglói Danuvia SE, Kaposvári Rákóczi AC, Pécsi LE, Győri ETO
Zrínyi csoport: Szabadkai ATC, Újvidéki KOK, MOVE Zombori TK, Szegedi EAC
Rákóczi csoport: Diósgyőri MÁVAG, Debreceni EAC, Miskolci VSC, Ózdi VKE, Miskolci MOVE, MOVE TE (volt MOVE Széchenyi TE)
1943–44
A csapatok hat csoportban játszottak, az országos döntőben (Jacobi vándordíj) a csoportok első helyezettjei vettek részt (a legerősebb Szent István csoportból az első kettő).
Országos döntő: 1. Csepeli GyTK (volt Weiss Manfréd TK) 10, 2. Postás SE 6, 3. MAC (volt Piarista DSE) 4, 4. Szabadkai ATC 2, 5. MOVE Zombori TK 0 pont. A Kolozsvári AC 8 ponttal második lett volna, de mivel kevesebb játékossal érkezett, ezért csak versenyen kívül indulhatott. A Diósgyőri MÁVAG nem indult.
Szent István csoport: Szabadkai ATC, Csepeli GyTK, Pestújhelyi SC, MOVE Érsekújvári SE, Újpesti MOVE, Rákospalotai MOVE
Széchenyi csoport: Postás SE, Kaposvári Rákóczi AC, Zuglói Danuvia SE, Pécsi LE, Győri ETO, a Komáromi FC visszalépett
Zrínyi csoport: MOVE Zombori TK, Újszegedi TC, Zentai AK, Újvidéki KOK, Szabadkai KLE, a Szegedi EAC visszalépett
Wesselényi csoport: Piarista DSE, Duna SC, MOVE TE, Budafoki LE, Pestszentimrei MOVE, Üllői LE
Mátyás csoport: Kolozsvári AC, Nagyváradi SE, Marosvásárhelyi NMKTE, EKE, Kézdivásárhelyi Gábor Áron SE, Marosvásárhelyi Kolping, Kolozsvári Bástya
Rákóczi csoport: Diósgyőri MÁVAG, Miskolci VSC, Rimaszombat
1945
Csak budapesti bajnokságot játszottak.
1. Postás SE 8, 2. Vívó és Atlétikai Club 8, 3. Elektromos MSE 6, 4. Barátság TK 6, 5. Duna SC 2, 6. Csepeli MTK (volt Csepeli GyTK) 0 pont
Döntő: Postás SE–Vívó és Atlétikai Club 13:8, 3. helyért: Elektromos MSE–Barátság TK játék nélkül (Barátság TK nem állt ki)
1945–46
Az országos döntőben a budapesti és a vidéki bajnokság első helyezettje vett részt.
Országos döntő: Miskolci MTE–Elektromos MSE 19:8
Budapest: 1. Elektromos MSE 10, 2. Duna SC 8, 3. Postás SE 6, 4. Vívó és Atlétikai Club 4, 5. Mezőkémia SE 2, 6. Csepeli MTK 0 pont
1946–47
Az országos döntőben a budapesti és a vidéki bajnokság első helyezettje vett részt.
Országos döntő: Postás SE–Kaposvári MTE 13:3
Budapest: 1. Postás SE 28, 2. Mezőkémia SE 28, 3. Duna SC 22, 4. Elektromos MSE 18, 5. Vívó és Atlétikai Club 14, 6. Újpesti TE 8, 7. Ferencvárosi TC 6, 8. Csepeli MTK 6, 9. Bp. Fodrász TK 2 pont, a Munkás TE visszalépett
1947–48
A csapatok négy csoportban játszottak, az országos döntőben a csoportok első helyezettjei vettek részt.
Országos döntő: 1. Mezőkémia SE 6, 2. Hutter Olaj SC és Postás SE és KAOSZ SE 2 pont
A csoport: Postás SE, Ferencvárosi TC, Szombathelyi BÜSE, Rákosszentmihályi MTK, MÁV Komáromi AC, Elektromos MSE
B csoport: Mezőkémia SE, Juta TE, Debreceni VSC, Szegedi Postás, Szabadkikötő, Újpesti TE
C csoport: Hutter Olaj SC, Duna SC, MÁV Sátoraljaújhelyi AC, Óbudai Goldberger MSE, Ózdi Barátság, Hitelbank SE
D csoport: KAOSZ SE, MOSZK SE, Csepeli MTK, Pécsi BTC, Vívó és Atlétikai Club, Kaposvári MTE
1948–49
Egységes országos bajnokság volt, a budapesti és vidéki csapatok együtt játszottak.
1. Mezőkémia SE 42, 2. Elida SC (volt Hutter Olaj SC) 42, 3. Postás SE 34, 4. Kaposvári MTE és Széchenyi-fürdő 28, 6. KAOE (volt KAOSZ SE) 26, 7. Miskolci Postás 18, 8. MOSZK SE 14, 9. Csepeli MTK és Elektromos MSE 12, 11. Vívó és Atlétikai Club 8, 12. Ferencvárosi TC 0 pont, a Szombathelyi BÜSE és a Duna SC visszalépett
Döntő: Mezőkémia SE–Elida SC 13:8
1949–50
1. Központi Lombik (volt Mezőkémia SE) 36, 2. Bp. Vörös Meteor (volt KAOE) 30, 3. Kaposvári DSK (volt Kaposvári MTE) 28, 4. Pénzügyi DSE 24, 5. Postás SE 18, 6. Csepeli Vasas (volt Csepeli MTK) 14, 7. Elektromos MSE 12, 8. Pécsi Lokomotív 10, 9. Diósgyőri Vasas 6, 10. Phöbus SC 2 pont, a Széchenyi-fürdő, a Munkás TE, az Elida SC és a Debreceni KAOSZ visszalépett
1950
1. Központi Lombik 26, 2. Bp. Vörös Meteor 24, 3. Közalkalmazottak SE (volt Pénzügyi DSE) 22, 4. Építők KSE 18, 5. Pécsi Lokomotív 16, 6. Győri Gráb 16, 7. Postás SE 14, 8. Kaposvári Meteor (volt Kaposvári DSK) 14, 9. Csepeli Vasas 10, 10. Meteor SZTK 8, 11. Bp. Honvéd 8, 12. Diósgyőri Vasas 4, 13. Elektromos MSE 2, 14. ÉDOSZ SE (volt Ferencvárosi TC) 0 pont
1951
A bajnokságot átszervezték, az országos döntőben szakszervezeti csapatok játszottak, a klubcsapatok csak a területi csoportokban játszottak.
Országos döntő: 1. SZOT I., 2. Dózsa SE, 3. Honvéd SE, 4. SZOT II., 5. SZOT III., 6. Honvéd SE II., 7. Haladás SE, 8. Munkaerőtartalékok SE
Budapesti csoport, tavasz: 1. Bp. Dózsa 22, 2. Bp. Vörös Meteor 18, 3. Bp. Honvéd 16, 4. Bp. Postás (volt Postás SE) 16, 5. Bp. Építők (volt Építők KSE) és Építők Iparterv 14, 7. Bp. Petőfi (volt Közalkalmazottak SE) 12, 8. III. ker. Vörös Lobogó 8, 9. Csepeli Vasas 6, 10. Bp. Szikra (volt Központi Lombik) 4, 11. Vörös Meteor SZTK (volt Meteor SZTK) 2, 12. Bp. Bányász 0 pont
Budapesti csoport, ősz: 1. Bp. Honvéd 21, 2. Bp. Dózsa 21, 3. Bp. Vörös Meteor 17, 4. Építők Iparterv 16, 5. Bp. Postás 14, 6. Bp. Építők 9, 7. III. ker. Vörös Lobogó 8, 8. Csepeli Vasas 8, 9. Szikra Állami Nyomda 8, 10. Bp. Szikra 6, 11. Vasas Botond 4, 12. Bp. Lokomotív 0 pont
1952
Ebben az évben az országos döntőben területi csapatok indultak.
Országos döntő: 1. Budapest I., 2. Budapest II., 3. Budapest IV., 4. Budapest III., 5. Budapest V., 6. Győr megye, 7. Baranya megye, 8. Somogy megye, 9. Vas megye, 10. Fejér megye, 11. Csongrád megye, 12. Borsod megye
Budapesti csoport: 1. Bp. Honvéd 42, 2. Bp. Dózsa 40, 3. Bp. Vörös Meteor 38, 4. Bp. Postás 30, 5. III. ker. Vörös Lobogó 24, 6. Bp. Építők 24, 7. Építők Iparterv 22, 8. Vasas Telefongyár 17, 9. Bp. Szikra 15, 10. Csepeli Vasas 5, 11. Bp. Petőfi 4, 12. Szikra Athenaeum (volt Szikra Állami Nyomda) 3 pont
1953
Ebben az évben az országos döntőben ismét szakszervezeti csapatok indultak.
Országos döntő: 1. SZOT I., 2. Munkaerőtartalékok SE, 3. Dózsa SE, 4. SZOT II., 5. SZOT III., 6. SZOT IV.
Budapesti csoport: 1. Bp. Munkaerőtartalékok 50, 2. Bp. Dózsa 43 (1 pont levonva), 3. Bp. Vörös Meteor 38, 4. Vasútépítő Lokomotív 35, 5. Kinizsi Csokoládégyár 32, 6. Bp. Spartacus 30, 7. Építők Iparterv 26, 8. Vasas Telefongyár 22, 9. Bp. Haladás 20, 10. Bp. Építők 20, 11. Bp. Szikra 20, 12. Bp. Postás 14, 13. Bp. Vörös Lobogó (volt III. ker. Vörös Lobogó) 13, 14. Csepeli Vasas 0 pont
1954
Ettől az évtől visszaállították a nemzeti bajnokság rendszerét.
1. Bp. Vörös Meteor 46, 2. IX. ker. Lendület 40, 3. Bp. Dózsa 37, 4. Vasútépítő Lokomotív 36, 5. Bp. Vörös Lobogó 33, 6. Kinizsi Csokoládégyár 28, 7. Bp. Spartacus 25, 8. Pécsi Vörös Meteor 18, 9. Bp. Építők 12, 10. Kaposvári Vörös Meteor 10, 11. Építők Iparterv 10, 12. Bp. Szikra 9, 13. Győri Dózsa 8 pont, a Győri Vörös Lobogó visszalépett
1955
1. Bp. Spartacus 45, 2. Bp. Bástya (volt IX. ker. Lendület) 44, 3. Bp. Vörös Meteor 43, 4. Vasútépítő Törekvés (volt Vasútépítő Lokomotív) 34, 5. Zuglói Dózsa (volt Bp. Dózsa) 29, 6. Építők Iparterv 28, 7. Kinizsi Csokoládégyár 26, 8. Bp. Vasas 18, 9. Építők Fások 12, 10. VL Magyar Posztó 11, 11. Győri Törekvés 10, 12. Szegedi Haladás 8, 13. Pécsi Vörös Meteor 4 pont, a Kaposvári Vörös Meteor visszalépett
1956
A bajnokság félbeszakadt.
1. Bp. Bástya 32/17, 2. Zuglói Dózsa 32/17, 3. Bp. Vörös Meteor 29/16, 4. Bp. Spartacus 23/16, 5. Vasútépítő Törekvés 20/16, 6. Építők Iparterv 15/16, 7. Kinizsi Csokoládégyár 12/16, 8. Bp. Vasas 11/16, 9. Győri Dózsa 8/16, 10. X. ker. Bástya 7/17, 11. Debreceni Gördülőcsapágy-gyár 4/15, 12. VL Magyar Posztó 1/16 pont/lejátszott meccs
1957
1. Vasútépítő Törekvés 26, 2. Bp. Vörös Meteor 24, 3. Kőbányai Lombik (volt Bp. Szikra) 20, 4. Bp. Spartacus 16, 5. VM Közért 14, 6. Egyetértés SC és Nemzeti Bank 14, 8. Betonút SK 13, 9. Győri Dózsa 12, 10. Miskolci MTE 10, 11. Szegedi Textil 9, 12. Debreceni KASE 5, 13. Vívó és Atlétikai Club 4, 14. Pécsi Vörös Meteor 1 pont
1957–58
1. Vasútépítő Törekvés 49, 2. Bp. Vörös Meteor 48, 3. Egyetértés SC 43, 4. Kőbányai Lombik 39, 5. Bp. Spartacus 37, 6. VM Közért 32, 7. Győri Dózsa 26, 8. Nemzeti Bank 24, 9. Betonút SK 16, 10. Pénzügyőrök SE 15, 11. Szegedi Textil 15, 12. Debreceni Vörös Meteor 12, 13. Miskolci MTE 6, 14. Csepel SC (volt Csepeli Vasas) 2 pont
1958–59
1. Vasútépítő Törekvés 50, 2. Bp. Vörös Meteor 47, 3. BRESC (volt Kőbányai Lombik) 43, 4. Bp. Spartacus 42, 5. VM Egyetértés (volt Egyetértés SC) 37, 6. Pénzintézet (volt Nemzeti Bank) 28, 7. Győri Dózsa 21, 8. Betonút SK 19, 9. Pénzügyőrök SE 19, 10. Szegedi Textil 19, 11. VM Közért 16, 12. Pécsi Vörös Meteor 9, 13. Magyar Posztó SE 6, 14. Debreceni Vörös Meteor 6 pont
1959–60
1. VM Egyetértés 46, 2. Bp. Vörös Meteor 44, 3. Vasútépítő Törekvés 44, 4. BRESC 43, 5. Bp. Spartacus 31, 6. Bp. Postás 29, 7. Betonút SK 24, 8. VM Közért 23, 9. Pécsi Vörös Meteor 23, 10. Győri Dózsa 18, 11. Pénzügyőrök SE 14, 12. BEAC 12, 13. Szegedi Kender (volt Szegedi Textil) 11, 14. Pénzintézet 4 pont
1960–61
1. Bp. Vörös Meteor 50, 2. Vasútépítő Törekvés 49, 3. VM Közért 44, 4. Bp. Spartacus 31, 5. Betonút SK 30, 6. Bp. Postás 26, 7. BRESC 23, 8. VM Egyetértés 23, 9. BEAC 19, 10. Miskolci MTE 17, 11. Pécsi Vörös Meteor 17, 12. Pénzügyőrök SE 15, 13. Győri Dózsa 11, 14. Magyar Posztó SE 9 pont
1961–62
1. Vasútépítő Törekvés 46, 2. Bp. Vörös Meteor 44, 3. VM Közért 35, 4. BRESC 30, 5. Bp. Postás 29, 6. BEAC 25, 7. Betonút SK 25, 8. VM Egyetértés 20, 9. Bp. Spartacus 15, 10. Pénzügyőrök SE 14, 11. Ganz-MÁVAG VSE 11, 12. Miskolci MTE 10, 13. Aknamélyítő Bányász 8 pont, a Pécsi Vörös Meteor visszalépett
1962–63
1. Bp. Vörös Meteor 75, 2. Vasútépítő Törekvés 74, 3. VM Egyetértés 57, 4. Bp. Postás 56, 5. BRESC 47, 6. VM Közért 36, 7. BEAC 35, 8. Szegedi Kender 34, 9. Bp. Spartacus 31, 10. Pécsi Urán 29, 11. Betonút SK 28, 12. Ganz-MÁVAG VSE 22, 13. Miskolci MTE 22, 14. Pénzügyőrök SE 0 pont
1964
1. Vasútépítő Törekvés 48, 2. Bp. Vörös Meteor 43, 3. VM Közért 37, 4. Bp. Spartacus 32, 5. Csepel SC és VM Egyetértés 31, 7. Aknamélyítő Bányász 27, 8. BRESC 27, 9. Pécsi Urán 26, 10. Bp. Postás 26, 11. Szegedi Kender 19, 12. Miskolci MTE 12, 13. BEAC 3, 14. Betonút SK 2 pont
1965
1. BVSC (volt Vasútépítő Törekvés) 49, 2. VM Közért 47, 3. Bp. Vörös Meteor 45, 4. Aknamélyítő Bányász 37, 5. Pécsi Ércbányász (volt Pécsi Urán) 33, 6. Bp. Spartacus 28, 7. Csepel SC 26, 8. Bp. Postás 22, 9. Szegedi Kender 19, 10. Kaposvári VMTE 18, 11. BRESC 16, 12. VM Egyetértés 13, 13. Pécsi EAC 10, 14. Egri Dózsa 1 pont
1966
1. BVSC 50, 2. VM Közért 46, 3. Bp. Vörös Meteor 40, 4. Aknamélyítő Bányász 38, 5. Bp. Spartacus 32, 6. Pécsi Ércbányász 30, 7. Bp. Postás 28, 8. Csepel SC 25, 9. Kaposvári VMTE 25, 10. Bp. Gumiipari SC (volt BRESC) 17, 11. Veszprémi AKÖV 13, 12. Miskolci Építők MTE (volt Miskolci MTE) 9, 13. Dunaújvárosi Kohász 6, 14. Szegedi Kender 5 pont
1967
1. BVSC 47, 2. Bp. Spartacus 45, 3. VM Közért 44, 4. Bp. Postás 40, 5. Bp. Vörös Meteor 36, 6. Aknamélyítő Bányász 35, 7. Pécsi Ércbányász 26, 8. Csepel SC 21, 9. Bp. Gumiipari SC 20, 10. Kaposvári VMTE 20, 11. Ganz-MÁVAG VSE 14, 12. Egri Dózsa 8, 13. Pécsi EAC 6, 14. Veszprémi AKÖV 2 pont
1968
1. Bp. Spartacus 52, 2. BVSC 46, 3. VM Közért 42, 4. Csepel SC 42, 5. Aknamélyítő Bányász 30, 6. Bp. Postás 28, 7. Ganz-MÁVAG VSE 28, 8. Pécsi Ércbányász 24, 9. Miskolci Építők MTE 20, 10. Bp. Gumiipari SC 16, 11. Dunaújvárosi Kohász 16, 12. Kaposvári VMTE 16, 13. Szegedi Kender 2, 14. Bp. Vörös Meteor 2 pont
1969
1. BVSC 42, 2. Bp. Spartacus 42, 3. Csepel SC 32, 4. VM Közért 30, 5. Bp. Postás 24, 6. Pécsi Ércbányász 24, 7. Aknamélyítő Bányász 20, 8. Ganz-MÁVAG VSE 20, 9. Országos Gumiipari SC (volt Bp. Gumiipari SC) 12, 10. Miskolci Építők MTE 10, 11. MAFC 6, 12. Diósgyőri VTK 2 pont
1970
1. Bp. Spartacus 44, 2. BVSC 40, 3. Csepel SC 34, 4. Aknamélyítő Bányász 28, 5. Bp. Postás 28, 6. VM Közért 26, 7. Kaposvári Vasas (volt Kaposvári VMTE) 18, 8. Pécsi Ércbányász 14, 9. Ganz-MÁVAG VSE 14, 10. Szegedi Kender 10, 11. Országos Gumiipari SC 8, 12. Miskolci Építők MTE 0 pont
1971
1. Bp. Spartacus 44, 2. BVSC 40, 3. Csepel SC 34, 4. Aknamélyítő Bányász 28, 5. VM Közért 26, 6. Ganz-MÁVAG VSE 26, 7. Bp. Postás 20, 8. Pécsi Ércbányász 18, 9. Kaposvári Vasas 16, 10. Szegedi Kender 6, 11. Pénzügyőr SE 6, 12. Dunaújvárosi Ruhagyár 0 pont
1972
Ettől az évtől a csapatok egy teljes kört játszottak, majd a helyezések alapján két csoportban egymás közt még egy kört.
I. csoport: 1. BVSC 30, 2. Bp. Spartacus 30, 3. Ganz-MÁVAG VSE 24, 4. Postás SE (volt Bp. Postás) 16, 5. VM Közért 16, 6. Csepel SC 14 pont
II. csoport: 7. Aknamélyítő Bányász 16, 8. Kaposvári Vasas 14, 9. Pécsi Ércbányász 14, 10. Miskolci Építők MTE 12, 11. Szegedi Kender 6, 12. MAFC 0 pont
1973
A csoport: 1. Bp. Spartacus 32, 2. BVSC 28, 3. Postás SE 22, 4. Ganz-MÁVAG VSE 22, 5. Csepel SC 12, 6. VM Közért 12 pont
B csoport: 7. Pécsi MSC (volt Pécsi Ércbányász) 20, 8. Kaposvári Vasas 12, 9. Ceglédi VSE 12, 10. Honvéd Szondi SE 10, 11. Aknamélyítő Bányász 8, 12. Miskolci Építők MTE 2 pont
1974
A csoport: 1. BVSC 32, 2. Bp. Spartacus 28, 3. Ganz-MÁVAG VSE 24, 4. Postás SE 20, 5. Csepel SC 12, 6. Pécsi MSC 12 pont
B csoport: 7. Kaposvári Vasas 18, 8. Honvéd Szondi SE 18, 9. VM Közért 14, 10. Ceglédi VSE 8, 11. Nagykállói SE 4, 12. Csőszerelő SK 2 pont
1975
A csoport: 1. Bp. Spartacus 30, 2. BVSC 30, 3. Ganz-MÁVAG VSE 24, 4. Postás SE 18, 5. Csepel SC 18, 6. Honvéd Szondi SE 12 pont
B csoport: 7. Pécsi MSC 16, 8. Kaposvári Vasas 14, 9. VM Közért 12, 10. Ceglédi VSE 12, 11. Aknamélyítő Bányász 6, 12. Szegedi KSZVSE (volt Szegedi Kender) 0 pont
Döntő: Bp. Spartacus–BVSC 13:8
1976
A csoport: 1. Bp. Spartacus 32, 2. BVSC 26, 3. Ganz-MÁVAG VSE 24, 4. Postás SE 22, 5. Honvéd Kilián FSE 16, 6. Csepel SC 12 pont
B csoport: 7. BSE 16, 8. Ceglédi VSE 14, 9. VM Közért 14, 10. Honvéd Szondi SE 10, 11. Pécsi MSC 4, 12. Kaposvári Vasas 2 pont
1977
A csoport: 1. Bp. Spartacus 32, 2. BVSC 26, 3. Ganz-MÁVAG VSE 24, 4. Ceglédi VSE 20, 5. Postás SE 18, 6. Honvéd Kilián FSE 12 pont
B csoport: 7. BSE 18, 8. Miskolci Építők MTE 12, 9. VM Közért 12, 10. Universitas Pécsi EAC 8, 11. Honvéd Szondi SE 6, 12. Csepel SC 4 pont
1978
A csoport: 1. BVSC 32, 2. Bp. Spartacus 28, 3. Honvéd Kilián FSE 22, 4. Ganz-MÁVAG VSE 20, 5. Ceglédi VSE 16, 6. Postás SE 14 pont
B csoport: 7. BSE 20, 8. DÉLÉP SC 16, 9. Kaposvári Vasas 8, 10. Miskolci Építők MTE 6, 11. Universitas Pécsi EAC 6, 12. Honvéd Szondi SE 4 pont
1979
A csoport: 1. BVSC 30, 2. Bp. Spartacus 30, 3. Ganz-MÁVAG VSE 22, 4. Honvéd Kilián FSE 22, 5. Ceglédi VSE 16, 6. Csepel SC 10 pont
B csoport: 7. BSE 16, 8. Postás SE 16, 9. DÉLÉP SC 14, 10. Miskolci Építők MTE 10, 11. Medicor SC 6, 12. Kaposvári Rákóczi (volt Kaposvári Vasas) 0 pont
1980
A csoport: 1. BVSC 30, 2. Bp. Spartacus 30, 3. DÉLÉP SC 24, 4. Postás SE 18, 5. Ceglédi VSE 16, 6. Ganz-MÁVAG VSE 12 pont
B csoport: 7. Csepel SC 20, 8. Miskolci Építők MTE 14, 9. Tatabányai Bányász 14, 10. Honvéd Kilián FSE 10, 11. Győri Elektromos 4, 12. 2. sz. Építők 0 pont
1981
A csoport: 1. Bp. Spartacus 30, 2. BVSC 30, 3. Ceglédi VSE 24, 4. Ganz-MÁVAG VSE 18, 5. Postás SE 16, 6. Miskolci Építők MTE 12 pont
B csoport: 7. DÉLÉP SC 20, 8. Honvéd Kilián FSE 14, 9. Csepel SC 12, 10. Veszprémi Volán (volt Veszprémi AKÖV) 10, 11. Tatabányai Bányász 6, 12. Medicor SC 0 pont
1982–83
A csoport: 1. Bp. Spartacus 30, 2. BVSC 28, 3. Ceglédi VSE 22, 4. Postás SE 16, 5. Honvéd Kilián FSE 16, 6. Győri Elektromos 16 pont
B csoport: 7. DÉLÉP SC 18, 8. Ganz-MÁVAG VSE 14, 9. CSOMIÉP 12, 10. Miskolci Építők MTE 10, 11. Fővárosi Vízművek SK 6, 12. Veszprémi Volán 4 pont
1983–84
A csoport: 1. BVSC 32, 2. Bp. Spartacus 28, 3. Ceglédi VSE 24, 4. Postás SE 16, 5. DÉLÉP SC 16, 6. CSOMIÉP 12 pont
B csoport: 7. Győri Elektromos 18, 8. Ganz-MÁVAG VSE 16, 9. Honvéd Kilián FSE 16, 10. Miskolci Építők MTE 10, 11. Kaposvári Rákóczi 2, 12. Kiskunlacházi ÉGSZÖV-MEDOSZ SE 2 pont
1984–85
A csoport: 1. Bp. Spartacus 32, 2. BVSC 28, 3. Ceglédi VSE 22, 4. Postás SE 18, 5. DÉLÉP SC 16, 6. Honvéd Kilián FSE 14 pont
B csoport: 7. Ganz-MÁVAG VSE 18, 8. CSOMIÉP 14, 9. Fővárosi Vízművek SK 12, 10. Borsodi Építők Volán (volt Miskolci Építők MTE) 8, 11. Kaposvári Rákóczi 8, 12. Győri Elektromos 2 pont
1985–86
A csoport: 1. BVSC 30, 2. Bp. Spartacus 26, 3. Postás SE 26, 4. Szegedi EOL-DÉLÉP SE (volt DÉLÉP SC) 22, 5. Ceglédi VSE 14, 6. Borsodi Építők Volán 12 pont
B csoport: 7. CSOMIÉP 20, 8. Honvéd Kilián FSE 18, 9. Ganz-MÁVAG VSE 8, 10. Győri Elektromos 8, 11. Kiskunlacházi ÉGSZÖV-MEDOSZ SE 6, 12. Fővárosi Vízművek SK 2 pont
1986–87
Ettől az évtől a csapatok a második körben csak az egymás elleni eredményt tartották meg.
A csoport: 1. Bp. Spartacus 24, 2. BVSC 20, 3. Postás SE 16, 4. Ceglédi VSE 12, 5. Borsodi Építők Volán 8, 6. Szeged SC (volt Szegedi EOL-DÉLÉP SE) 2, 7. Honvéd Kilián FSE 2 pont, a CSOMIÉP törölve
B csoport: 9. Ganz-MÁVAG VSE 24, 10. Kiskunfélegyházi Lenin TSZ SK 24, 11. Kaposvári Rákóczi 20, 12. Győri Elektromos 18, 13. MEDOSZ Erdért SE 10, 14. Nagybátonyi Bányász 8, 15. Kiskunlacházi ÉGSZÖV-MEDOSZ SE 6, 16. Fővárosi Vízművek SK 2 pont
1987–88
A csoport: 1. BVSC 28, 2. Postás SE 22, 3. Bp. Spartacus 20, 4. Ganz-MÁVAG VSE 12, 5. Ceglédi VSE 10, 6. Borsodi Építők Volán 10, 7. Kiskunfélegyházi Lenin TSZ SK 6, 8. Honvéd Kilián FSE 4 pont
B csoport: 9. Kaposplast SC (volt Kaposvári Rákóczi) 26, 10. Győri Elektromos 26, 11. Kiskunlacházi ÉGSZÖV-MEDOSZ SE 20, 12. Nagybátonyi Bányász 12, 13. MEDOSZ Erdért SE 12, 14. Móra TSZ SK 8, 15. Út-Vasút SK 6, 16. Szolnoki Spartacus 2 pont
1988–89
A csoport: 1. BVSC 26, 2. Postás SE 24, 3. Bp. Spartacus 18, 4. Ceglédi VSE 14, 5. Borsodi Építők Volán 10, 6. Kiskunfélegyházi Lenin TSZ SK 10, 7. Ganz-MÁVAG VSE 8, 8. Kaposplast SC 2 pont
B csoport: 9. Győri Elektromos 26, 10. Honvéd Kilián FSE 20, 11. MEDOSZ Erdért SE 18, 12. Győri ÁÉV SC 16, 13. Kiskunlacházi ÉGSZÖV-MEDOSZ SE 10, 14. KSI 10, 15. Nagybátonyi Bányász 10, 16. AA Szeged 2 pont
1989–90
Ettől az évtől egy csoportban, két kört játszva küzdöttek a csapatok.
1. Postás SE 36, 2. BVSC 32, 3. Kiskunfélegyházi Lenin TSZ SK 24, 4. Borsodi Építők Volán 24, 5. Ceglédi VSE 18, 6. Győri Elektromos 10, 7. Ganz-MÁVAG VSE 10, 8. Bp. Spartacus 10, 9. MEDOSZ Erdért SE 10, 10. Kaposplast SC 6 pont
1990–91
Alapszakasz: 1. BVSC 32, 2. Postás SE 28, 3. Kiskunfélegyházi Lenin TSZ SK 24, 4. Ceglédi VSE 16, 5. Bp. Spartacus 16, 6. Győri Elektromos 12, 7. Hejőcsabai Cementművek SC (volt Borsodi Építők Volán) 10, 8. MEDOSZ Erdért SE 6, 9. Nagybátonyi Bányász 0 pont, a Ganz-MÁVAG VSE visszalépett
Rájátszás
Elődöntő: BVSC–Ceglédi VSE 13:7, 13:2 és Postás SE–Kiskunfélegyházi Lenin TSZ SK 13:7, 8:4
3. helyért: Kiskunfélegyházi Lenin TSZ SK–Ceglédi VSE 13:4
Döntő: BVSC–Postás SE 13:12
1991–92
1. Kiskunfélegyházi Zöldmező SZSE (volt Kiskunfélegyházi Lenin TSZ SK) 34, 2. Postás SE 32, 3. BVSC 30, 4. Békéscsabai Konzerv 23, 5. Győri Elektromos 17, 6. Ceglédi VSE 16, 7. Hejőcsabai Cementművek SC 16, 8. Bp. Spartacus 7, 9. Kapos-Zselic ATE (volt Kaposplast SC) 4, 10. Szolnoki Tisza SE 1 pont
1992–93
1. Kiskunfélegyházi Zöldmező SZSE 35, 2. Postás SE 33, 3. Hejőcsabai Cementművek SC 23, 4. BVSC 22, 5. HMÖ SE Eger 19, 6. Ceglédi VSE 17, 7. Győri Elektromos 15, 8. Bp. Spartacus 10, 9. Kapos-Zselic ATE 6, 10. Kecskeméti Spartacus 0 pont
1993–94
Ettől az évtől az előző évi első három helyezett az osztrák, magyar, cseh és szlovák csapatok részvételével rendezett Szuperligában szerepelt, csak a rájátszásban csatlakozott a bajnoksághoz.
Alapszakasz: 1. LRI-Malév SC 24, 2. HMÖ SE Eger 19, 3. Győri Elektromos 13, 4. BVSC 12, 5. Kecskeméti Spartacus 9, 6. Ceglédi VSE 6, 7. Budaörsi SC 1 pont
Rájátszás
Csoportkör: 1. csoport: 1. Kiskunfélegyházi AC (volt Kiskunfélegyházi Zöldmező SZSE) 4, 2. LRI-Malév SC 2, 3. HMÖ SE Eger 0 pont, 2. csoport: 1. Postás SE 4, 2. Győri Elektromos 2, 3. Hejőcsabai Cementművek SC 0 pont
Elődöntő: Kiskunfélegyházi AC–Győri Elektromos 10:0 és Postás SE–LRI-Malév SC 6:10, 7:9
5. helyért: Hejőcsabai Cementművek SC–HMÖ SE Eger 6:10, 5:9
3. helyért: Postás SE–Győri Elektromos 10:1
Döntő: Kiskunfélegyházi AC–LRI-Malév SC 10:2
1994–95
Alapszakasz: 1. BVSC 36, 2. Győri Elektromos 31, 3. Hejőcsabai Cementművek SC 26, 4. HMÖ SE Eger 26, 5. Kecskeméti Spartacus 17, 6. Ceglédi VSE 15, 7. Békési TE 11, 8. Balatonföldvári SE 10, 9. Kapos-Zselic ATE 6, 10. Budaörsi SC 2 pont
Rájátszás
Csoportkör: 1. csoport: 1. Kiskunfélegyházi AC 4, 2. BVSC 2, 3. Győri Elektromos 0 pont, 2. csoport: 1. Postás SE 4, 2. LRI-Malév SC 2, 3. Hejőcsabai Cementművek SC 0 pont
Elődöntő: Kiskunfélegyházi AC–LRI-Malév SC 9:9, 10:4 és Postás SE–BVSC 8:10, 10:6
5. helyért: Hejőcsabai Cementművek SC–Győri Elektromos 8:10
3. helyért: LRI-Malév SC–BVSC 10:4, 9:4
Döntő: Kiskunfélegyházi AC–Postás SE 10:2
1995–96
Alapszakasz: 1. BVSC 36, 2. Hejőcsabai Cementművek SC 29, 3. Győri Elektromos 28, 4. HMÖ SE Eger 22, 5. Kecskeméti Spartacus 17, 6. Pénzügyőr SE 16, 7. Ceglédi VSE 15, 8. Harkány SE 9, 9. Enying SE 4, 10. Békési TE 4 pont
Rájátszás
Csoportkör: 1. csoport: 1. Kiskunfélegyházi AC 4, 2. BVSC 2, 3. Győri Elektromos 0 pont, 2. csoport: 1. Postás SE 4, 2. LRI-Malév SC 2, 3. Hejőcsabai Cementművek SC 0 pont
Elődöntő: Kiskunfélegyházi AC–LRI-Malév SC 10:5, 10:5 és Postás SE–BVSC 10:5, 10:3
5. helyért: Hejőcsabai Cementművek SC–Győri Elektromos 10:5, 4:10
3. helyért: BVSC–LRI-Malév SC 9:9, 5:10
Döntő: Kiskunfélegyházi AC–Postás SE 10:7, 5:10, 10:7
1996–97
Alapszakasz: 1. BVSC 36, 2. Kecskeméti Spartacus 32, 3. HMÖ SE Eger 23, 4. Győri Elektromos 21, 5. Szombathelyi AK 20, 6. Harkány SE 15, 7. Spar SE Tatabánya 12, 8. Pénzügyőr SE 10, 9. Hejőcsabai Cementművek SC 9, 10. Ceglédi VSE 2 pont
Rájátszás
Csoportkör: A csoport: 1. Postás-Matáv SE 4, 2. BVSC 2, 3. HMÖ SE Eger 0 pont, B csoport: 1. LRI-Malév SC 4, 2. Kiskunfélegyházi AC 2, 3. Kecskeméti Spartacus 0 pont
Elődöntő: Postás-Matáv SE–Kiskunfélegyházi AC 10:7, 9:4 és LRI-Malév SC–BVSC 10:3, 9:2
5. helyért: Kecskeméti Spartacus–HMÖ SE Eger 10:3
3. helyért: Kiskunfélegyházi AC–BVSC 10:7, 9:8
Döntő: Postás-Matáv SE–LRI-Malév SC 10:3, 9:9
1997–98
A megszűnt Kiskunfélegyházi AC jogán a Ceglédi VSE szerepelt a Szuperligában.
Alapszakasz: 1. BVSC 34, 2. Kecskeméti Spartacus 29, 3. Spar SE Tatabánya 26, 4. Nagykállói SE 25, 5. Győri Elektromos 22, 6. Szombathelyi AK 18, 7. Békési TE 14, 8. Harkány SE 8, 9. Pénzügyőr SE 4, 10. Egri Asztalitenisz Alapítvány (volt HMÖ SE Eger) 0 pont
Rájátszás
Csoportkör: A csoport: 1. LRI-Malév SC 4, 2. Ceglédi VSE 2, 3. Spar SE Tatabánya 0 pont, B csoport: 1. Postás-Matáv SE 4, 2. BVSC 2, 3. Kecskeméti Spartacus 0 pont
Elődöntő: Postás-Matáv SE–Ceglédi VSE 10:5, 9:5 és LRI-Malév SC–BVSC 10:4, 9:1
5. helyért: Kecskeméti Spartacus–Spar SE Tatabánya 10:4, 4:10 (35:34-es játszmaaránnyal a Kecskeméti Spartacus győzött)
3. helyért: Ceglédi VSE–BVSC 10:8, 9:2
Döntő: Postás-Matáv SE–LRI-Malév SC 10:4, 8:10, 10:2
1998–99
Alapszakasz: 1. BVSC 33, 2. Kecskeméti Spartacus 32, 3. Nagykállói ASE (volt Nagykállói SE) 31, 4. Hejőcsabai Cementművek SC 22, 5. Spar SE Tatabánya 19, 6. Harkány SE 13, 7. Szombathelyi AK 11, 8. JPTE DSE-Pécsi EAC 10, 9. Békési TE 7, 10. Pénzügyőr SE 2 pont
Rájátszás
Csoportkör: A csoport: 1. Postás-Matáv SE 4, 2. LRI-Malév SC 2, 3. Nagykállói ASE 0 pont, B csoport: 1. Ceglédi VSE 4, 2. Kecskeméti Spartacus 2, 3. BVSC 0 pont
Elődöntő: Postás-Matáv SE–Kecskeméti Spartacus 10:4, 9:0 és Ceglédi VSE–LRI-Malév SC 7:10, 10:5
5. helyért: BVSC–Nagykállói ASE 10:2
3. helyért: LRI-Malév SC–Kecskeméti Spartacus 10:6, 9:7
Döntő: Postás-Matáv SE–Ceglédi VSE 10:1, 9:2
1999–2000
Alapszakasz: A csoport: 1. Kecskeméti Spartacus 21, 2. BVSC 21, 3. Nagykállói ASE 12, 4. Hejőcsabai Cementművek SC 4, 5. Szombathelyi AK 2 pont, B csoport: 6. Spar SE Tatabánya 21, 7. JPTE DSE-Pécsi EAC 20, 8. Harkány SE 13, 9. Lajosmizsei AC 6, 10. Csanádi Árpád KSI 0 pont
Rájátszás
Csoportkör: A csoport: 1. Postás-Matáv SE 4, 2. LRI-Malév SC 2, 3. Nagykállói ASE 0 pont, B csoport: 1. Ceglédi VSE 4, 2. Kecskeméti Spartacus 2, 3. BVSC 0 pont
Elődöntő: Postás-Matáv SE–Kecskeméti Spartacus 10:1, 9:8 és Ceglédi VSE–LRI-Malév SC 10:3, 9:9
5. helyért: BVSC–Nagykállói ASE 10:0
3. helyért: LRI-Malév SC–Kecskeméti Spartacus 9:9, 10:6
Döntő: Postás-Matáv SE–Ceglédi VSE 10:3, 9:3
2000–01
Az előző évi bajnok Postás-Matáv SE anyagi nehézségei miatt a játékosai az LRI-Malév SC-be igazoltak, a Szuperligában a Kecskeméti Spartacus indulhatott.
Alapszakasz: A csoport: 1. BVSC 34, 2. Szombathelyi AK 15, 3. Spar SE Tatabánya 11, 4. JPTE DSE-Pécsi EAC 5, 5. Hévíz SK 5 pont, B csoport: 6. Nagykállói ASE 23, 7. Harkány SE 16, 8. Békési TE 12, 9. Hejőcsabai Cementművek SC 8, 10. Postás-Matáv SE 0 pont
Rájátszás
Elődöntőbe jutásért: Ceglédi VSE–Spar SE Tatabánya 10:3 és Kecskeméti Spartacus–Szombathelyi AK 10:0 játék nélkül
Elődöntő: LRI-Malév SC–Ceglédi VSE 10:0, 10:1 és Kecskeméti Spartacus–BVSC 8:10, 10:6, 10:6
5. helyért: Szombathelyi AK–Spar SE Tatabánya 10:4
3. helyért: Ceglédi VSE–BVSC 1:10, 1:9
Döntő: LRI-Malév SC–Kecskeméti Spartacus 10:6, 9:7
2001–02
Az előző évi bajnok LRI-Malév SC megszűnt, játékosai visszaigazoltak a Postás-Matáv SE-be, mely így indulhatott a Szuperligában.
Alapszakasz: 1. Ceglédi VSE 34, 2. Hajdúszoboszlói AK 31, 3. Hejőcsabai Cementművek SC 28, 4. Nagykállói ASE 22, 5. ASE Dunaújváros 22, 6. JPTE DSE-Pécsi EAC 11, 7. Szombathelyi AK 10, 8. Harkány SE 8, 9. Hévíz SK 4, 10. Békési TE 3 pont
Rájátszás
Elődöntőbe jutásért: Kecskeméti Spartacus–Hajdúszoboszlói AK 10:0 és Ceglédi VSE–Hejőcsabai Cementművek SC 10:2, 9:3
Elődöntő: Postás-Matáv SE–Ceglédi VSE 10:0 és BVSC–Kecskeméti Spartacus 10:5, 10:7
5. helyért: Hejőcsabai Cementművek SC–Hajdúszoboszlói AK 10:0 játék nélkül
3. helyért: Kecskeméti Spartacus–Ceglédi VSE 10:4, 9:2
Döntő: Postás-Matáv SE–BVSC 10:7, 9:9
2002–03
Alapszakasz: 1. Nagykállói ASE 34, 2. ASE Dunaújváros 28, 3. Ceglédi VSE 26, 4. Szombathelyi AK 25, 5. Békési TE 22, 6. Harkány SE 17, 7. Pécsi EAC 14, 8. BVSC II. 10, 9. Postás-Matáv SE II. 3, 10. Hajdúszoboszlói AK 1 pont
Rájátszás
Elődöntőbe jutásért: Postás-Matáv SE–Ceglédi VSE 10:2 és Nagykállói ASE–ASE Dunaújváros 10:1, 9:8
Elődöntő: BVSC–Nagykállói ASE 10:2, 10:3 és Kecskeméti Spartacus–Postás-Matáv SE 9:9, 10:2
5. helyért: ASE Dunaújváros–Ceglédi VSE 9:9 (33:32-es játszmaaránnyal az ASE Dunaújváros győzött)
3. helyért: Postás-Matáv SE–Nagykállói ASE 10:3, 9:3
Döntő: BVSC–Kecskeméti Spartacus 10:6, 9:8
2003–04
Ettől az évtől a Szuperligában szereplő csapatok is játszottak az alapszakaszban.
Alapszakasz: 1. Kecskeméti Spartacus 14, 2. BVSC 12, 3. Ceglédi VSE 8, 4. Szombathelyi AK 6, 5. Nagykállói ASE 6, 6. PTE-Pécsi EAC 4, 7. Békési TE 4, 8. Harkány SE 2 pont
Rájátszás
Elődöntő: Kecskeméti Spartacus–Szombathelyi AK 7:1, 7:2 és BVSC–Ceglédi VSE 7:0, 7:2
3. helyért: Ceglédi VSE–Szombathelyi AK 7:4, 5:7, 7:3
Döntő: Kecskeméti Spartacus–BVSC 2:7, 6:7
2004–05
Alapszakasz: Felső ág: 1. Kecskeméti Spartacus 26, 2. BVSC 22, 3. Szombathelyi AK 17, 4. PTE-Pécsi EAC 12, 5. Ceglédi VSE 11 pont, Alsó ág: 6. Celldömölki VSE 14, 7. Harkány SE 12, 8. Békési TE 12, 9. Széchenyi Győr 4, 10. Pénzügyőr SE 0 pont
Rájátszás
7-10. helyért: Harkány SE–Pénzügyőr SE 10:1 és Békési TE–Széchenyi Győr 10:7
9. helyért: Széchenyi Győr–Pénzügyőr SE 10:5
7. helyért: Harkány SE–Békési TE 9:9 (29:34-es játszmaaránnyal a Békési TE győzött)
Elődöntőbe jutásért: Szombathelyi AK–Celldömölki VSE 7:10 és PTE-Pécsi EAC–Ceglédi VSE 10:3
Elődöntő: BVSC–Celldömölki VSE 10:0 és Kecskeméti Spartacus–PTE-Pécsi EAC 10:2
5. helyért: Szombathelyi AK–Ceglédi VSE 9:9 (37:37-es játszmaaránnyal, 701:708-as pontaránnyal a Ceglédi VSE győzött)
3. helyért: PTE-Pécsi EAC–Celldömölki VSE 6:10, 9:9
Döntő: BVSC–Kecskeméti Spartacus 10:8, 10:5
2005–06
Alapszakasz: 1. Szegedi AC 22, 2. Celldömölki VSE 22, 3. Ceglédi VSE 19, 4. Szombathelyi AK 17, 5. PTE-Pécsi EAC 14, 6. Békési TE 8, 7. Zsámbéki SBE 8, 8. Harkány SE 2 pont, a Kecskeméti Spartacus és a BVSC az őszi eredmények alapján egyből az elődöntőbe jutott
Rájátszás
Elődöntőbe jutásért: Szegedi AC–Szombathelyi AK 10:8, 8:10, 7:10 és Celldömölki VSE–Ceglédi VSE 10:4, 9:4
Elődöntő: Kecskeméti Spartacus–Szombathelyi AK 10:7, 9:4 és BVSC–Celldömölki VSE 7:10, 7:10
5. helyért: Szegedi AC–Ceglédi VSE 10:3
3. helyért: BVSC–Szombathelyi AK 9:9, 8:10
Döntő: Kecskeméti Spartacus–Celldömölki VSE 7:10, 18:0 játék nélkül (A Celldömölki VSE csapata a döntő második mérkőzésének napján súlyos balesetet szenvedett, ezért a mérkőzést nem lehetett lejátszani. Először megosztott első helyet hirdettek, később a Kecskeméti Spartacus lett a bajnok.)
2006–07
1. BVSC 36, 2. Celldömölki VSE 32, 3. Kecskeméti Spartacus 28, 4. PTE-Pécsi EAC 23, 5. Kemecse SE 19, 6. Szegedi AC 15, 7. Békési TE 13, 8. Spar SE Tatabánya 9, 9. Szombathelyi AK 5, 10. Budaörsi SC 0 pont
2007–08
1. BVSC 34, 2. Celldömölki VSE 33, 3. Büki TK 26, 4. PTE-Pécsi EAC 25, 5. Szegedi AC 18, 6. Kemecse SE 14, 7. Békési TE 12, 8. Pénzügyőr SE 12, 9. Spar SE Tatabánya 6, 10. Kecskeméti Spartacus 0 pont
2008–09
1. BVSC 36, 2. Celldömölki VSE 32, 3. Büki TK 24, 4. Wink AC 24, 5. PTE-Pécsi EAC 20, 6. Szegedi AC 17, 7. Békési TE 9, 8. Félegyházi ASI 8, 9. Szombathelyi AK 5, 10. Spar SE Tatabánya 5 pont
2009–10
1. Celldömölki VSE 34, 2. Lombard AC (volt BVSC) 34, 3. PTE-Pécsi EAC 27, 4. Félegyházi ASI 18, 5. Büki TK 17, 6. Wink AC 17, 7. Szegedi AC 16, 8. Békési TE 9, 9. Jászkun Volán SC 6, 10. Ceglédi VSE 2 pont
Döntő: Celldömölki VSE–Lombard AC 5:4
2010–11
1. Celldömölki VSE 32, 2. Pénzügyőr SE 26, 3. Félegyházi ASI 23, 4. Lombard AC 18, 5. Szegedi AC 14, 6. Büki TK 11, 7. Békési TE 9, 8. Szombathelyi AK 7, 9. PTE-Pécsi EAC 4 pont, a Wink AC törölve
2011–12
1. Celldömölki VSE 40, 2. Szegedi AC 28, 3. Szerva ASE Szécsény 27, 4. Félegyházi ASI 27, 5. Békési TE 26, 6. Pénzügyőr SE 22, 7. PTE-Pécsi EAC 19, 8. Büki TK 14, 9. Szombathelyi AK 9, 10. Jászkun Volán SC 8, 11. Győri Elektromos VSK 0 pont, a Lombard AC visszalépett
2012–13
1. Celldömölki VSE 36, 2. Budaörsi SC 27, 3. Szerva ASE Szécsény 27, 4. Pénzügyőr SE 24, 5. Félegyházi ASI 19, 6. PTE-Pécsi EAC 12, 7. Szegedi AC 11, 8. Békési TE 11, 9. Nyírbátori ASE 8, 10. Kecskeméti TE 5 pont
2013–14
1. Celldömölki VSE 35, 2. PTE-Pécsi EAC 33, 3. Komló Sport 23, 4. Békési TE 21, 5. Pénzügyőr SE 19, 6. Szegedi AC 19, 7. Nyírbátori ASE 12, 8. Félegyházi ASI 8, 9. Budaörsi SC 5, 10. Gödöllői EAC 5 pont
2014–15
Alapszakasz: 1. Celldömölki VSE 36, 2. Békési TE 26, 3. PTE-Pécsi EAC 25, 4. Komló Sport 21, 5. Szegedi AC 20, 6. Pénzügyőr SE 20, 7. BVSC-Zugló SI 15, 8. Nyírbátori ASE 11, 9. Félegyházi ASI 6, 10. Pénzügyőr SE II. 0 pont
Rájátszás
Elődöntő: Celldömölki VSE–Komló Sport 7:0 és Békési TE–PTE-Pécsi EAC 3:6
3. helyért: Békési TE–Komló Sport 2:6
Döntő: Celldömölki VSE–PTE-Pécsi EAC 6:2
2015–16
Alapszakasz: 1. Celldömölki VSE 31, 2. PTE-Pécsi EAC 31, 3. Szerva ASE Szécsény 30, 4. Szegedi AC 27, 5. Békési TE 19, 6. BVSC-Zugló SI 14, 7. Komló Sport 13, 8. Egri COOP SC 9, 9. Pénzügyőr SE 4, 10. Turris SE Sopron 2 pont
Rájátszás
Elődöntő: Celldömölki VSE–Szegedi AC 6:2 és PTE-Pécsi EAC–Szerva ASE Szécsény 7:0
3. helyért: Szerva ASE Szécsény–Szegedi AC 6:4
Döntő: Celldömölki VSE–PTE-Pécsi EAC 6:4
2016–17
Alapszakasz: 1. PTE-Pécsi EAC 33, 2. Celldömölki VSE 28, 3. Szerva ASE Szécsény 28, 4. Szegedi AC 24, 5. BVSC-Zugló II. 21, 6. BVSC-Zugló 17, 7. Komló Sport 9, 8. Békési TE 8, 9. Diósgyőri VTK-Volán 8, 10. Csákvári TC 4 pont
Rájátszás
Elődöntő: PTE-Pécsi EAC–Szegedi AC 6:3 és Celldömölki VSE–Szerva ASE Szécsény 3:6
3. helyért: Celldömölki VSE–Szegedi AC 5:5 (21:19 szettarány)
Döntő: PTE-Pécsi EAC–Szerva ASE Szécsény 6:2
2017–18
Alapszakasz: 1. PTE-Pécsi EAC 52, 2. BVSC-Zugló 50, 3. Celldömölki VSE 48, 4. Szegedi AC 42, 5. Diósgyőri VTK 35, 6. Komló Sport 34, 7. Gödöllői EAC 27, 8. Szerva ASE Szécsény 25, 9. Turris SE Sopron 25, 10. Győri Elektromos VSK 22 pont
Rájátszás
Elődöntő: PTE-Pécsi EAC–Szegedi AC 5:5 és BVSC-Zugló–Celldömölki VSE 4:6
3. helyért: BVSC-Zugló–Szegedi AC 7:0
Döntő: PTE-Pécsi EAC–Celldömölki VSE 3:6
2018–19
Alapszakasz: 1. PTE-Pécsi EAC 52, 2. BVSC-Zugló 49, 3. Celldömölki VSE 48, 4. Sportcsarnok SE Mezőberény 42, 5. Szegedi AC 36, 6. Komló Sport 31, 7. Szerva ASE Szécsény 29, 8. Csákvári TC 25, 9. Gödöllői EAC 25, 10. Győri Elektromos VSK 23 pont
Rájátszás
Elődöntő: PTE-Pécsi EAC–Sportcsarnok SE Mezőberény 5:5 és BVSC-Zugló–Celldömölki VSE 5:5
3. helyért: Celldömölki VSE–Sportcsarnok SE Mezőberény 6:3
Döntő: PTE-Pécsi EAC–BVSC-Zugló 4:6
2019–20
Alapszakasz: 1. PTE-Pécsi EAC 40/14, 2. Celldömölki VSE 40/14, 3. Sportcsarnok SE Mezőberény 35/15, 4. Szerva ASE Szécsény 34/14, 5. Szegedi AC 31/15, 6. Komló Sport 30/14, 7. Csákvári TC 20/14, 8. Mosonmagyaróvári TE 1904 19/13, 9. Félegyházi ASI 16/14, 10. Ceglédi VSE 15/13 pont/lejátszott meccs
Az alapszakasz a koronavírus-járvány miatt félbeszakadt.
Rájátszás
Elődöntő: PTE-Pécsi EAC–Sportcsarnok SE Mezőberény 4:1 és Celldömölki VSE–Szerva ASE Szécsény 4:1
3. helyért: Szerva ASE Szécsény–Sportcsarnok SE Mezőberény 4:3
Döntő: PTE-Pécsi EAC–Celldömölki VSE 4:3
2020–21
Alapszakasz: 1. PTE-Pécsi EAC 64, 2. Szerva ASE Szécsény 62, 3. Celldömölki VSE 60, 4. Szegedi AC 45, 5. Sportcsarnok SE Mezőberény 44, 6. Komlói Bányász 44, 7. Honvéd Szondi SE 40, 8. Csákvári TC 38, 9. Utánpótlás-válogatott 37, 10. Mosonmagyaróvári TE 1904 34, 11. Diósgyőri VTK 30, 12. Félegyházi ASI 28 pont
Rájátszás
Elődöntő: PTE-Pécsi EAC–Szegedi AC 4:0 és Szerva ASE Szécsény–Celldömölki VSE 4:0
3. helyért: Celldömölki VSE–Szegedi AC 4:0
Döntő: PTE-Pécsi EAC–Szerva ASE Szécsény 4:1
2021–22
Alapszakasz: 1. Celldömölki VSE 51, 2. PTE-Pécsi EAC 51, 3. Komlói Bányász 44, 4. Soltvadkerti TE 42, 5. Honvéd Szondi SE 39, 6. Mosonmagyaróvári TE 1904 30, 7. Csákvári TC 30, 8. Szegedi AC 29, 9. Győri Elektromos VSK 26, 10. Szerva ASE Szécsény 18 pont
Rájátszás
Elődöntő: Celldömölki VSE–Soltvadkerti TE 7:7 és PTE-Pécsi EAC–Komlói Bányász 7:4
3. helyért: Komlói Bányász–Soltvadkerti TE 7:6
Döntő: Celldömölki VSE–PTE-Pécsi EAC 7:6
A MOATSZ fellebbviteli bizottsága döntése értelmében a Celldömölk hiába verte meg a Pécset a rájátszás döntőjében, az iráni Amir Hosszein Hodaei korábbi jogosulatlan szerepeltetése miatt hat mérkőzés végeredményét megsemmisítették és a 3 pontot a Celldömölk ellenfeleinek ítélték meg. Az alapszakasz módosított végeredménye alapján a Celldömölk ötödik helyezettként nem szerzett jogosultságot a rájátszásban való részvételre, ezért az ott elért eredményei törlésre kerültek, így a Pécs lett az aranyérmes.
Módosított alapszakasz: 1. PTE-Pécsi EAC 51, 2. Komlói Bányász 46, 3. Soltvadkerti TE 42, 4. Honvéd Szondi SE 41, 5. Celldömölki VSE 34, 6. Mosonmagyaróvári TE 1904 32, 7. Csákvári TC 31, 8. Szegedi AC 29, 9. Győri Elektromos VSK 28, 10. Szerva ASE Szécsény 20 pont
2022–23
Alapszakasz: 1. PTE-Pécsi EAC 50, 2. Celldömölki VSE 49, 3. Komlói Bányász 43, 4. Soltvadkerti TE 40, 5. Honvéd Szondi SE 35, 6. Szegedi AC 32, 7. Győri Elektromos VSK 31, 8. Csákvári TC 29, 9. Diósgyőri VTK 26, 10. Mosonmagyaróvári TE 1904 24 pont
Rájátszás
Elődöntő: PTE-Pécsi EAC–Soltvadkerti TE 7:3 és Celldömölki VSE–Komlói Bányász 7:4
3. helyért: Komlói Bányász–Soltvadkerti TE 7:2
Döntő: PTE-Pécsi EAC–Celldömölki VSE 7:2
2023–24
Alapszakasz: 1. Komlói Bányász 28, 2. PTE-Pécsi EAC 28, 3. Celldömölki VSE 24, 4. Soltvadkerti TE 23, 5. Mosonmagyaróvári TE 1904 20, 6. Honvéd Szondi SE 18, 7. Szerva ASE Szécsény 18, 8. Szegedi AC 18, 9. Csákvári TC 16, 10. Győri Elektromos VSK 14, 11. Diósgyőri VTK 6 pont, a Dunaújvárosi Egyetem visszalépett
Felsőház: 1. PTE-Pécsi EAC 26, 2. Komlói Bányász 24, 3. Soltvadkerti TE 20, 4. Celldömölki VSE 20, 5. Mosonmagyaróvári TE 1904 16, 6. Honvéd Szondi SE 14 pont
Alsóház: 1. Szerva ASE Szécsény 20, 2. Szegedi AC 18, 3. Győri Elektromos VSK 16, 4. Csákvári TC 16, 5. Diósgyőri VTK 6 pont
Rájátszás
Elődöntő: PTE-Pécsi EAC–Celldömölki VSE 4:0 és Komlói Bányász–Soltvadkerti TE 2:4
3. helyért: Komlói Bányász–Celldömölki VSE 1:4
Döntő: PTE-Pécsi EAC–Soltvadkerti TE 2:4
2024–25
Alapszakasz: 1. PTE-Pécsi EAC 30, 2. Komlói Bányász 26, 3. Soltvadkerti TE 24, 4. Honvéd Szondi SE 22, 5. Celldömölki VSE 22, 6. Félegyházi ASI 22, 7. Mosonmagyaróvári TE 1904 18, 8. Szerva ASE Szécsény 18, 9. Győri Elektromos VSK 14, 10. Szombathelyi AK-SI 12, 11. Szegedi AC 12 pont
Felsőház: 1. PTE-Pécsi EAC 28, 2. Komlói Bányász 22, 3. Celldömölki VSE 20, 4. Soltvadkerti TE 20, 5. Honvéd Szondi SE 19 (3 pont levonva), 6. Félegyházi ASI 12 pont
Alsóház: 1. Mosonmagyaróvári TE 1904 22, 2. Szerva ASE Szécsény 20, 3. Győri Elektromos VSK 14, 4. Szombathelyi AK-SI 14, 5. Szegedi AC 10 pont
Rájátszás
Elődöntő: PTE-Pécsi EAC–Soltvadkerti TE 4:3 és Komlói Bányász–Celldömölki VSE 2:4
3. helyért: Komlói Bányász–Soltvadkerti TE 4:3
Döntő: PTE-Pécsi EAC–Celldömölki VSE 4:0